# Казарано
Казарано (итал. Casarano) — коммуна в Италии, располагается в регионе Апулия, в провинции Лечче.
Население составляет 20 486 человек (2008 г.), плотность населения составляет 539 чел./км². Занимает площадь 38 км². Почтовый индекс — 73042. Телефонный код — 0833.
Покровителем коммуны почитается святой Иоанн Милостивый, празднование в третье воскресение мая.

## Демография
Динамика населения:

## Администрация коммуны
- Официальный сайт: http://www.comune.casarano.le.it/